# Christoph Natter

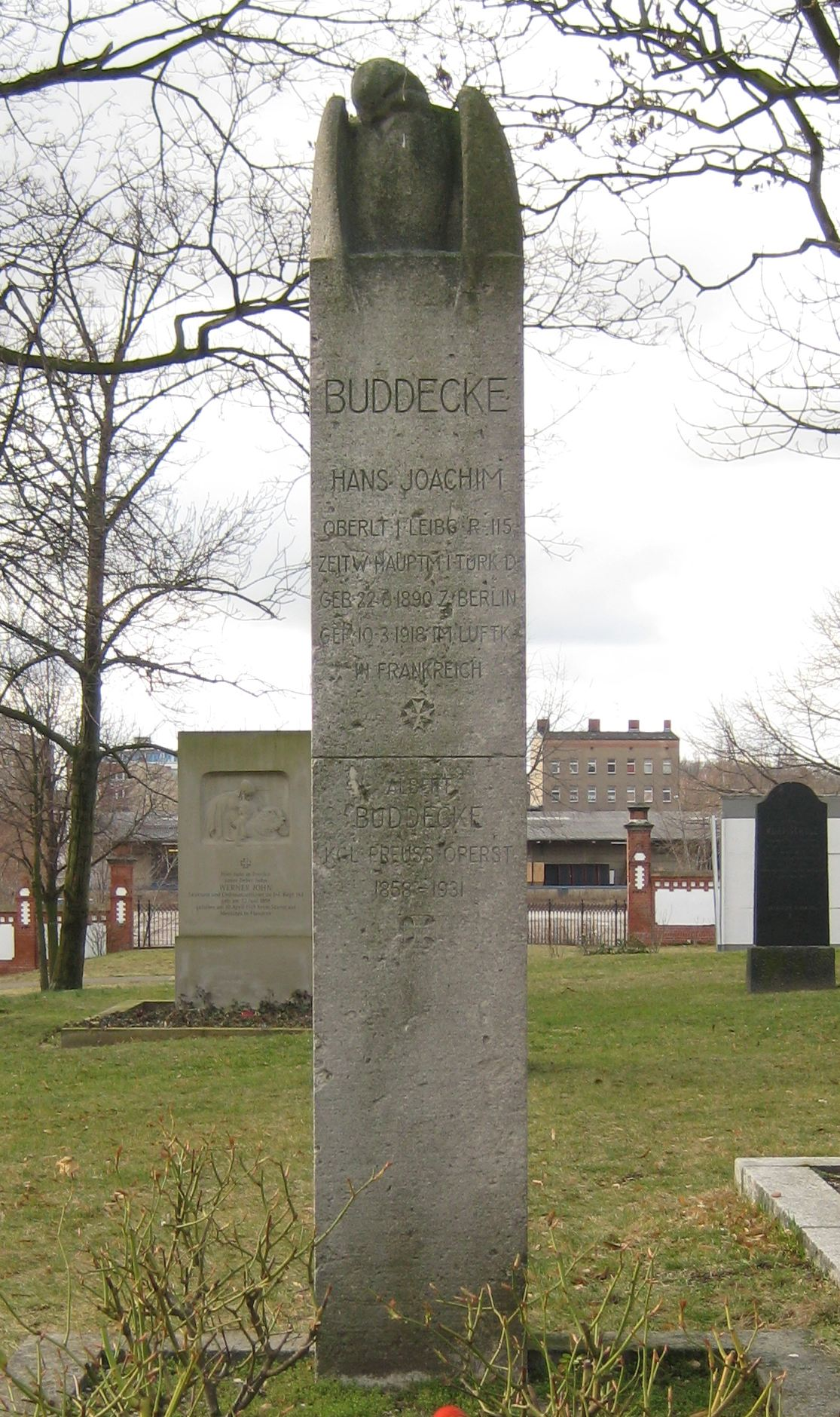
Von Christoph Natter gestalteter Grabstein von Hans-Joachim Buddecke auf dem Invalidenfriedhof in Berlin

Christoph Natter (* 1. Mai 1880 in Culm; † 14. Februar 1941 in Jena) war ein deutscher Maler, Bildhauer und Kunstpädagoge und u. a. im Volkshaus Jena tätig.

## Leben und Werk
Natter studierte an der Berliner Akademie der Künste und wurde dort 1898 Mitglied der Deutschen Christlichen Studentenvereinigung (DCSV).
Er war Mitglied des Reichsverbands Akademischer Zeichenlehrer und des 1919 gegründeten Bunds Entschiedener Schulreformer (BESch) und leitete seit 1930 den Jenaer Kunstverein. Sein Hauptwerk Künstlerische Erziehung aus eigengesetzlicher Kraft fasste seine kunstpädagogische Arbeit an Schule und Volkshochschule im Anschluss an Gustav Friedrich Hartlaub (Der Genius im Kinde, Ausstellung Städtische Kunsthalle Mannheim 1922) zusammen. Sein Schlüsselbegriff war der eigengesetzliche Rhythmus als unbewusste Kraft der motorischen Steuerung. Natter berichtete in der Zeitschrift Die Tat über seine Arbeit. Er gilt als einer der wichtigen Kunstpädagogen der Weimarer Republik. Einer seiner Schüler an der Volkshochschule war der spätere Maler Helmut Krause (Maler, 1906).
Das Stadtmuseum Jena zeigte 1952 Bilder von Natter im Rahmen der Ausstellung „Jenaer Landschaft in Malerei und Graphik aus 5 Jahrhunderten“. Als Bildhauer schuf er Grabdenkmäler.

## Publikationen
- Die Farbe als Ausdrucksmittel. Maltechnische Mitteilungen. 12. Lieferung. Düsseldorf: H. Schmincke und CO, 1910.
- Das lebendige Prinzip in der Kunsterziehung. In: Kunst und Jugend, 1922, S. 205–211.[4] (Digitalisat)
- Künstlerische Erziehung aus eigengesetzlicher Kraft. Gotha: Perthes. 1. Aufl. 1924 (Umschlag: László Moholy-Nagy Staatliches Bauhaus Weimar); Gotha: Leopold Klotz Verlag. 2. umgearb. Aufl. 1931.
- Kunstbetrachtung. In: Die Arbeitsschule. Monatsschrift des Deutschen Vereins für Werktätige Erziehung. 44, 1 (1930) 2, S. 65–69.

## Illustrationen und Beiträge
- W. L. Vershofen (Wilhelm Vershofen): Reisen des Optimisten Kunz von der Rosen, 1910, Verlag Bernhard Vopelius, Jena, Titel und Buchschmuck
- Leib-Drucke. Lauenburg an der Elbe: Adolf Saal Verlag, um 1920. 10 Blätter nach Holzschnitten u. Radierungen von William Tegtmeier, Wilhelm Renfordt u. Christoph Natter (Die LEIB-DRUCKE aus früheren Jahrgängen der Vierteljahresschrift Der Leib entnommen sowie unveröffentlichte Beiträge aus dem Mitarbeiterkreis; Auflage: 100)
- Margarete Dach (Hrsg.): Im Licht. Ein Buch von der Gotteskindschaft. Ilmenau: Erkenntnis-Bücherei, 1925. 110 S. Titelholzschnitt von Christoph Natter.
- Katalog der Ausstellung Jenaer Landschaft in Malerei und Graphiken aus 5 Jahrhunderten, Stadtmuseum Jena (Mai/Juni) 1952.